# Juan Antonio Martínez Arroyo
Juan Antonio Martínez Arroyo, né le 25 mai 1944, à Madrid, en Espagne, est un ancien joueur espagnol de basket-ball. Il évolue durant sa carrière au poste de meneur.

## Palmarès
- Coupe du Roi 1963
- Finaliste des Jeux méditerranéens de 1963